# Weißserbien
Weißserbien (serbisch-kyrillisch Бела Србија), auch Boiki (serbisch-kyrillisch Бојка), ist der Name, der für das vermutete Heimatland der Weißen Serben verwendet wird. Die Weißen Serben waren eine Stammesuntergruppe der Wenden und die westlichste Gruppe der frühen Slawen. Sie sind die Vorfahren der modernen Serben und Sorben. Weißserbien wird als Boiki in De Administrando Imperio  erwähnt, einem Werk des byzantinischen Kaisers Konstantin Porphyrogennetos (reg. 913–959) aus dem 10. Jahrhundert. Nach De Administrando Imperio lebten die Weißen Serben auf der anderen Seite der Turkia (gemeint ist Ungarn) in dem Gebiet, das sie Boiki (Böhmen) nannten. Das Gebiet daneben war nach gleicher Quelle bekannt als Weißkroatien, wo die Weißen Kroaten ihren Ursprung haben.

## Lokalisierung

### Wissenschaftlicher Disput
Die Theorien über die Lokalisierung der sogenannten Boiki und Weißen Serben sind umstritten, es wird jedoch allgemein angenommen, dass sie sich in der Region um Böhmen und Sachsen befanden.
Zwei der bekanntesten Theorien lokalisierten seit dem 19. Jahrhundert das Land Boiki in Böhmen oder in Ostgalizien in den Karpaten.
Die Ostgalizien-Theorie wurde vor allem von Gelehrten des 19. Jahrhunderts wie Pavel Jozef Šafárik (1795–1865) und Henry Hoyle Howorth (1842–1923) vertreten, welcher die Weißen Serben zu den Polabischen Slawen rechnete.
Anstatt das Land Boiki und Böhmen, die sich wiederum beide vom Ethnonym des keltischen Stammes der Boier ableiten, miteinander in Beziehung zu setzen, bezogen sie das Toponym auf das viel jüngere Ethnonym der subethnischen Gruppe der russinischen Bojken.
Béni Kállay (1839–1903) stellte fest, dass viele Historiker auf der Grundlage des Berichts und des Namens Bojka davon ausgegangen sind, dass das weißserbische Territorium mit dem böhmischen Territorium identisch ist, unterstützte aber auch die These von Šafárik. Andere Wissenschaftler, die eine ähnliche Meinung hatten, waren Vladimir Ćorović (1885–1941) und Ljubivoje Cerović (* 1936).
Die meisten Gelehrten wie Borivoje Drobnjaković (1890–1961), Andreas Stratos (1905–1981), Sima Ćirković (1929–2009) und Relja Novaković (1911–2003) lokalisierten die Weißen Serben jedoch weiter im Westen im Gebiet zwischen Elbe und Saale, etwa zwischen Böhmen und den damaligen Polaben in Ostdeutschland.
Nach Mykhailo Hrushevsky (1898), Gyula Moravcsik (1949) und Jaroslav Rudnyckyj (1962–1972) gibt es im Gegensatz zu den Kroaten keinen Beweis dafür, dass die Serben jemals in Böhmen oder in Ostgalizien gelebt haben, nur dass sie in der Nähe von Böhmen lebten, und die Verbindung zwischen Boiki und Boykos halten sie für überholt und lehnen sie ab.
Laut dem Archäologen Walentin Wassiljewitsch Sedow (1995) weist das 32. Kapitel von De Administrando Imperio darauf hin, dass sich Weißserbien im Gebiet der Niederlausitz befand, wo die Sorben siedeln, aber das 33. Kapitel über Zachlumia sorgte für Verwirrung, was zu mehreren Hypothesen führte.
Die erste Gruppe von Wissenschaftlern argumentierte, dass sich die Heimat der Weissen Sorben zwischen den Flüssen Elbe und Saale befand, nach der zweiten Gruppe befand sie sich am Oberlauf der Flüsse Weichsel und Oder und nach der  dritten zwischen Elbe und Saale und dem Oberlauf der Weichsel.
Sedow kam jedoch zu dem Schluss, dass die archäologischen Daten keine dieser Hypothesen bestätigen, und am plausibelsten die Überlegung von Lubor Niederle ist, dass es keine Beweise dafür gibt, dass Weißserbien jemals existierte, und dass Konstantin VII. höchstwahrscheinlich ein Nordgroßserbien nur als Analogie zu Großkroatien gebildet hat.
Laut Tibor Živković deuten die Struktur und der Inhalt des Unterkapitels über die Familie von Michael von Zahumlje darauf hin, dass die Geschichten höchstwahrscheinlich von Michael selbst erzählt wurden und insbesondere die serbische Herkunft nicht erwähnt wird. Živković hielt es für möglich, dass Michaels herrschende Familie die Erinnerung an ihre Stammesherkunft bewahrte, was ein weiterer Beweis für die nördliche Herkunft sowohl der Serben als auch der Kroaten ist. Es handelte sich dabei um Geschichten, die nicht Teil eines politischen Kontextes waren.

## Galerie

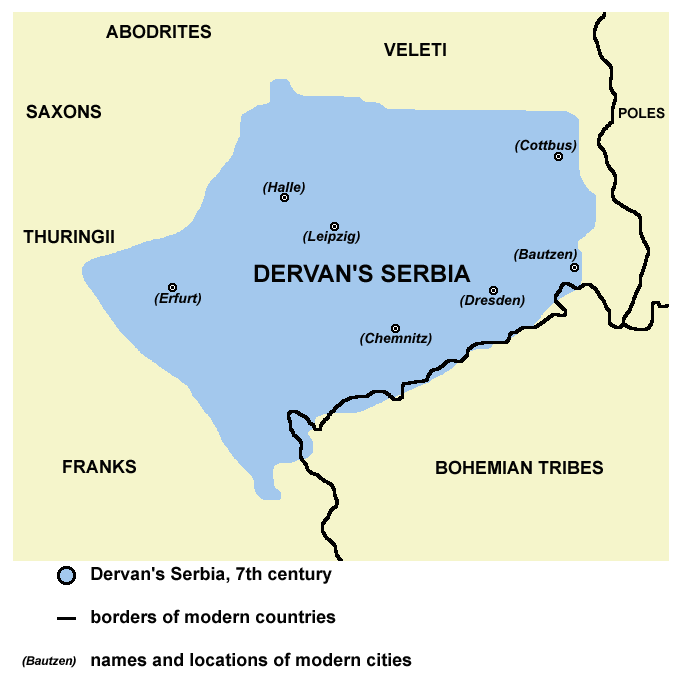
Derwans Fürstentum im 7. Jahrhundert.
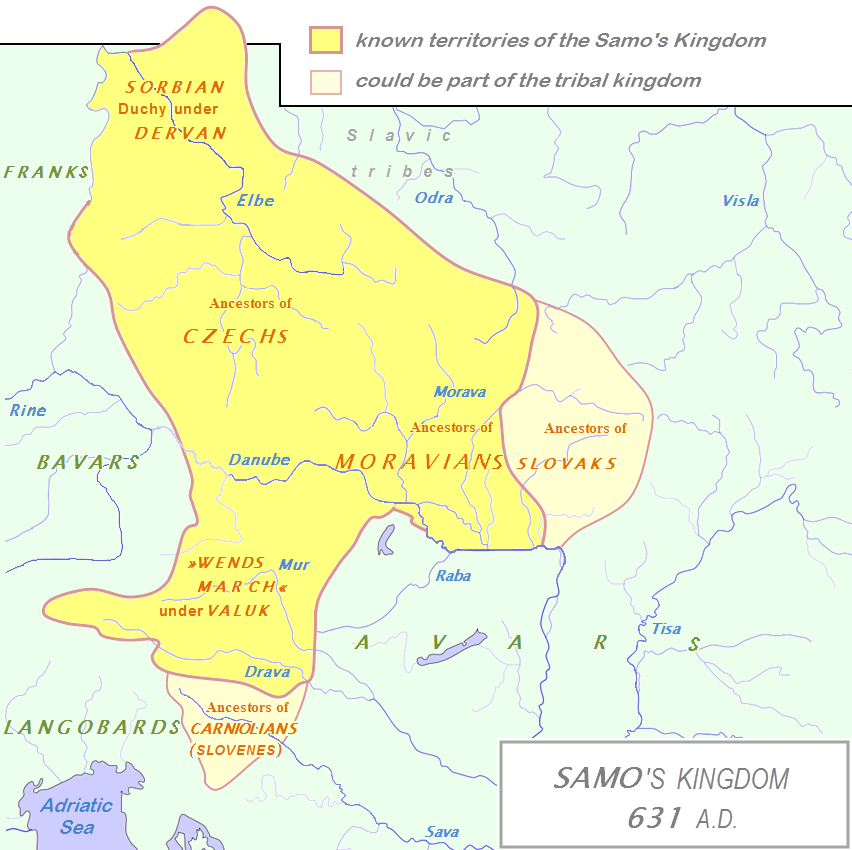
Samos Königreich im Jahr 631, einschließlich Derwans Fürstentum.
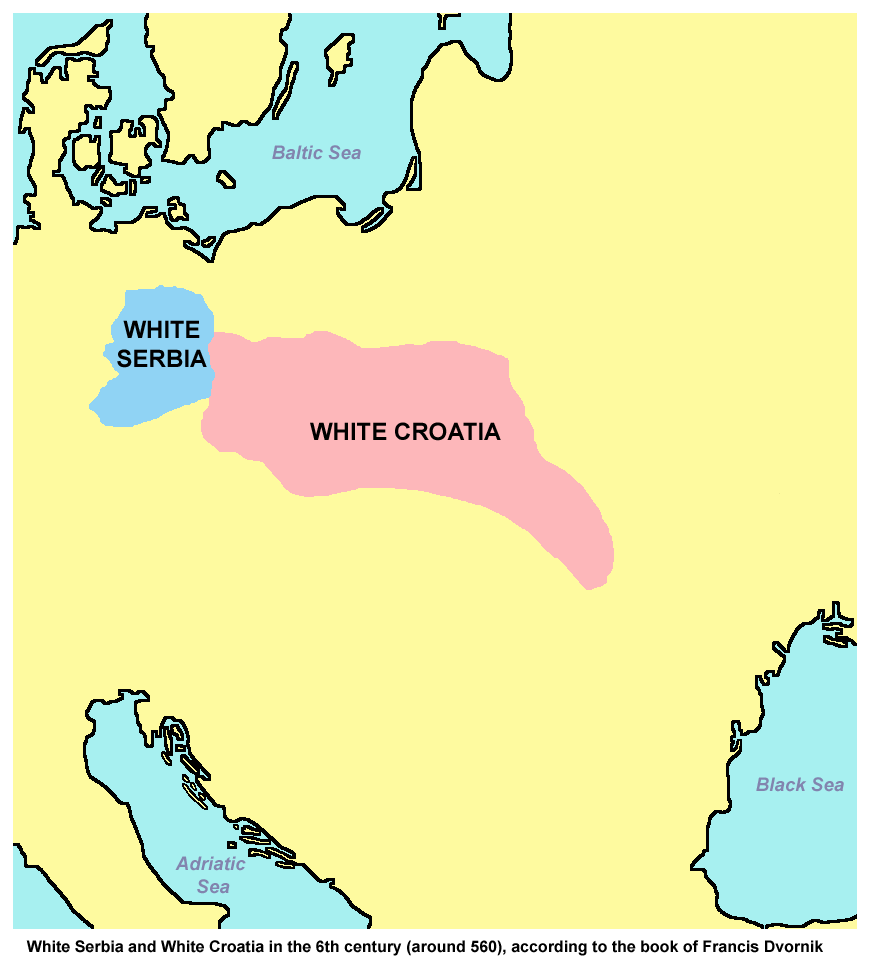
Weißserbien und Weißkroatien (um 560), nach Francis Dvornik.
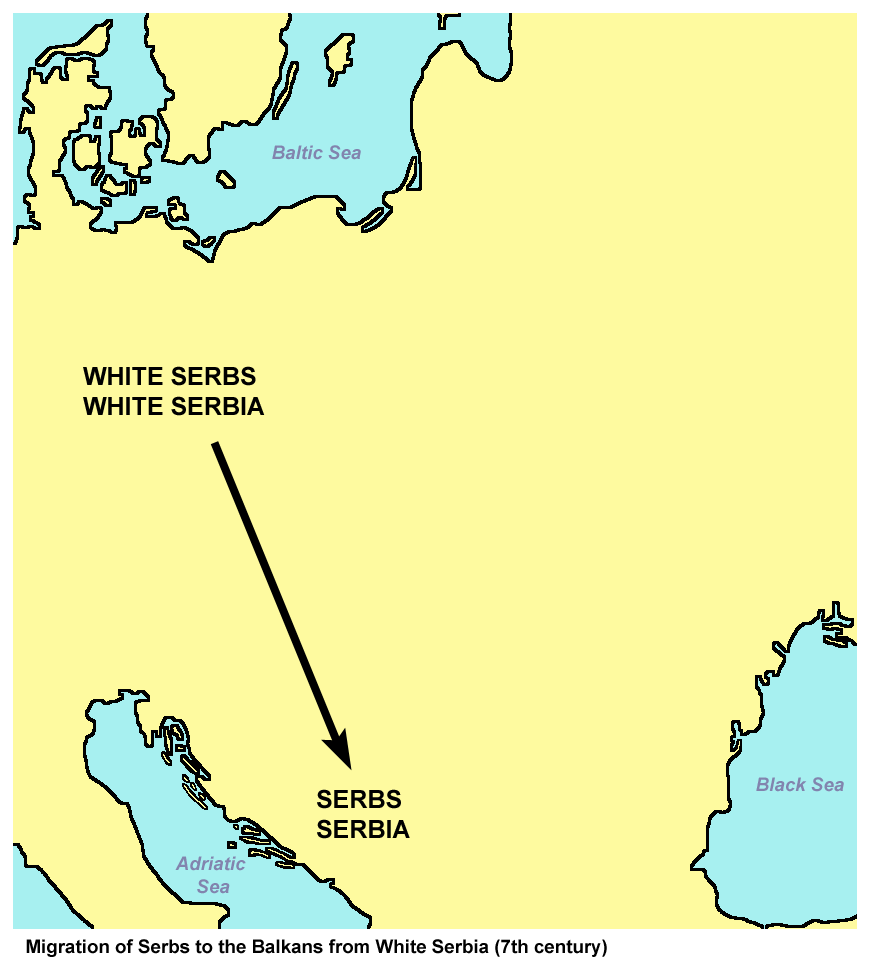
Lausitzer (Sorbische) Theorie.
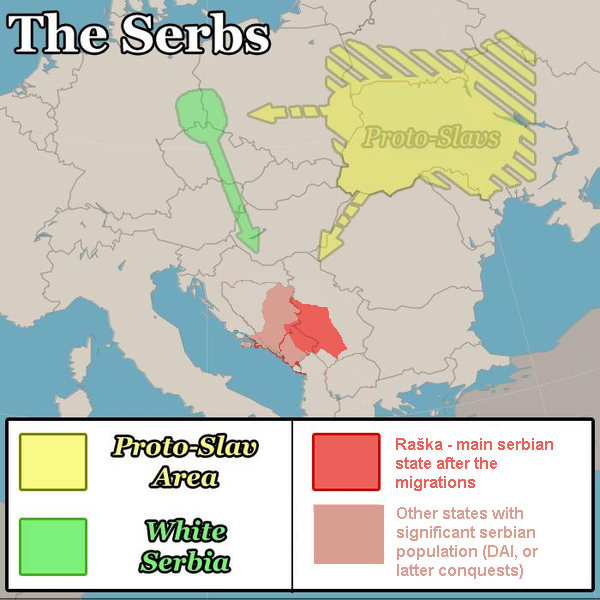
Lausitzer (Sorbische) Theorie, einschließlich des Proto-Slawen-Landes.